# Kurt von Schleicher
Kurt Ferdinand Friedrich Hermann von Schleicher  (Brandeburgo sulla Havel, 7 aprile 1882 – Berlino, 30 giugno 1934) è stato un politico e generale tedesco, ultimo cancelliere della repubblica di Weimar.
Entrato a far parte nel 1900 - a diciott'anni - come subalterno, dell'antico reggimento di Paul von Hindenburg, il 3° guardie di fanteria, Kurt von Schleicher ebbe modo di diventare intimo amico del figlio del Feldmaresciallo e futuro presidente del Reich, Oskar von Hindenburg. Strinse altresì una solida amicizia con il generale Wilhelm Groener, il quale fu colpito dalle brillanti doti dimostrate da Schleicher quando questi era studente all'Accademia militare. Quando nel 1918 Groener succedette al generale Erich Ludendorff al quartier generale dell'esercito, prese con sé, come aiutante, proprio Schleicher.
Definito sprezzantemente dai suoi principali avversari un "ufficiale da tavolino" - durante il primo conflitto mondiale aveva passato soltanto un breve periodo sul fronte russo - Schleicher, che era effettivamente un "borghese in uniforme", si rivelò però uno scaltro ed efficiente uomo politico. Dal 1918, anno della proclamazione della repubblica nel Reich, fino al 1932, si tenne sempre vicino a coloro che detenevano il potere, dimostrando una particolare propensione all'intrigo politico, che gli permetteva di esercitare il potere da dietro le quinte. Il suo percorso politico fu fin dall'inizio contraddistinto da imprevedibili mutamenti d'opinione e altrettanto improvvisi cambiamenti di rotta, che rendono difficile individuare e comprendere in ogni momento i pensieri e le reali intenzioni di Schleicher.

## I primi passi in politica
Alle dipendenze del generale Hans von Seeckt, fondatore della Reichswehr e comandante in capo dell'esercito, ebbe una parte rilevante nella riorganizzazione dei Freikorps - gruppi di ex-combattenti incapaci di reinserirsi nella società della Repubblica - , che in un primo momento si era pensato di reinquadrare nelle file dell'esercito, e dell'organizzazione militare, illegale e segretissima, che affiancò l'esercito regolare e prese il nome di "Reichswehr nera". Fu infine una figura cardine nei negoziati riservati avviati con Mosca nei primi anni venti, in seguito ai quali il governo tedesco ottenne da Lenin di impiantare nella Russia sovietica centri di addestramento clandestino per gli ufficiali tedeschi dei reparti corazzati e dell'aviazione, e fabbriche di armi dirette da tedeschi, a fronte di un'apertura all'industria militare sovietica di crediti per 300 milioni di marchi.
Nonostante fosse ormai un personaggio di primo piano nella politica civile e militare tedesca, Schleicher prediligeva lavorare nell'ombra, senza esporsi in prima persona, tanto che fino ai primi anni Trenta il suo nome rimase sconosciuto al grande pubblico. Nel 1928 Schleicher mise a frutto l'influenza guadagnata sul vecchio presidente Hindenburg grazie all'antica amicizia con il figlio Oskar, inducendolo a nominare ministro della Difesa il suo antico comandante, il generale Groener. Wilhelm Groener divenne così il primo militare ad occupare quel posto. Non appena ebbe assunto la carica, Groener fece di Schleicher il proprio braccio destro nel ministero, affidandogli la direzione di un nuovo ufficio recentemente costituito, l'Ufficio ministeriale (tedesco: Ministeramt), con il compito di gestire i problemi dell'esercito e della marina e i rapporti delle forze armate con il potere politico e i mezzi d'informazione.
Schleicher divenne così una potenza nel corpo degli ufficiali, il tramite privilegiato delle relazioni tra la Reichswehr e gli alti ministeri della Repubblica, ruolo di cui egli si servì immediatamente per accrescere ulteriormente il proprio potere. Poiché era suo potere innalzare o liquidare gli alti ufficiali dell'esercito, egli nel 1930 esercitò per la prima volta questo potere sbarazzandosi del generale von Blomberg, comandante in seconda dell'esercito, sostituendolo con un suo amico personale, il generale Kurt von Hammerstein-Equord.

## L'alleanza con Brüning
In quella stessa primavera del 1930 Hermann Müller, che fu l'ultimo cancelliere socialdemocratico della Repubblica di Weimar, rassegnò le dimissioni: subito dopo, Schleicher accarezzò per la prima volta l'idea di assumere la carica di cancelliere; ma entro breve tempo scelse di appoggiare un altro candidato che fosse in grado, secondo le sue vedute, di rappresentare i suoi propri interessi: Heinrich Brüning, capo parlamentare del partito cattolico di centro.
Con questa vittoria politica, Schleicher compì quello che credeva essere il primo passo verso un grandioso progetto di riforma della Repubblica, un'idea che da tempo aveva iniziato ad elaborare. Egli vedeva abbastanza chiaramente quali fossero le cause della debolezza della Repubblica di Weimar: i partiti rappresentati al Reichstag - complice anche il sistema di rappresentanza proporzionale - erano troppi (e dieci di essi assommavano circa un milione di voti ciascuno), e ognuno di essi perseguiva gli interessi della classe sociale a cui si appoggiava, in contrasto con la linea politica degli altri.
Era perciò impossibile raggiungere una maggioranza stabile che consentisse di perseguire e portare avanti una linea politica di qualsiasi natura. Il neocancelliere Brüning pensò, forse consigliato da Schleicher, di ricorrere all'art. 48 della costituzione di Weimar, il quale stabiliva che, in situazioni di emergenza, potevano venire concessi poteri straordinari al cancelliere perché governasse mediante decreti, non soggetti all'approvazione preventiva del Reichstag. Questo era precisamente il modo in cui Schleicher desiderava che il cancelliere governasse. Egli era per un governo forte, posto sotto l'energica tutela del presidente a cui spettava d'agire con autorità quando non vi fossero alternative. Brüning si appellò quindi al presidente Hindenburg perché applicasse l'art.48 in modo da far passare un suo progetto di legge sulle finanze mediante un decreto presidenziale; ma il Reichstag, deciso a non lasciarsi esautorare, contrattaccò votando una mozione per la revoca del decreto, riuscendo così a "congelarlo".
Era evidente che il governo parlamentare andava sfaldandosi, proprio nel momento in cui c'era più bisogno di un regime forte per uscire dalla crisi economica. Brüning tentò una mossa disperata: nel luglio 1930 chiese a Hindenburg di sciogliere il parlamento, indicendo le elezioni per il nuovo Reichstag per il settembre successivo. Già una simile azione era probabilmente inutile, e sarebbe al massimo servita a ritardare la caduta di Brüning, ma nei fatti andarono anche peggio che nelle più fosche previsioni: le elezioni che si tennero il 14 settembre 1930 si risolsero infatti in un vero disastro per il cancelliere cattolico. Ben sei milioni di voti andarono al partito nazista, contro gli 810 000 del 1928, e la NSDAP ottenne ben 107 seggi al Reichstag, un'esca appetitosa per chiunque si proponesse di costituire un governo stabile.

## I primi contatti con il Partito Nazista
A questo punto, Schleicher decise che doveva cambiare rotta, se voleva conservarsi in sella anche in futuro; probabilmente fu quello il momento in cui decise di abbandonare Brüning, ormai prossimo a cadere in disgrazia, al suo destino, e di lavorare per costituire un governo appoggiato dai nazisti – la preferenza espressa dal popolo del Reich era inequivocabile –, in modo che questi si prestassero ai suoi scopi. Perciò egli verso la fine dell'anno prese contatti con Gregor Strasser e con Ernst Röhm, appena tornato dalla Bolivia. Questo fu il primo vero contatto tra i nazisti e coloro che detenevano il potere nella Repubblica di Weimar.
Schleicher, come Brüning, era particolarmente preoccupato all'idea di cosa sarebbe potuto succedere nella primavera del 1932, quando il mandato settennale di Hindenburg sarebbe scaduto. Adolf Hitler avrebbe potuto presentarsi alle elezioni presidenziali e vincerle; e a quel punto egli sarebbe stato completamente fuori dalla sua portata, e del suo controllo. Benché egli non condividesse nei confronti dei nazisti le preoccupazioni dello scrupoloso e liberale cancelliere cattolico, non poteva accettare che Hitler e i suoi accoliti instaurassero il proprio ordine nel Reich mettendo in discussione il suo potere: quel che più interessava a Schleicher era avere l'appoggio dei nazisti nella costituzione di un nuovo governo che governasse con poteri dittatoriali, senza però che questi avanzassero pretese eccessive, esigendo poteri che egli considerava sua prerogativa.
Non per nulla egli rappresentava una classe sociale antica e conservatrice. Schleicher decise di appoggiare la proposta di Brüning, la quale prevedeva che nel 1932 le elezioni presidenziali venissero rinviate, e che si prolungasse il termine della carica di Hindenburg. Subito dopo aver raggiunto questo obiettivo, si sarebbe proposto al Reichstag di restaurare la monarchia, con Hindenburg come reggente, per poi porre alla sua morte uno qualsiasi dei figli del Kronprinz Guglielmo di Prussia sul trono degli Hohenzollern. In questo modo, secondo Schleicher, il pericolo di vedere Hitler divenire presidente della Germania sarebbe stato definitivamente scongiurato e i nazisti, se volevano continuare a esistere come forza politica, avrebbero dovuto scendere a patti. Sembra che Brüning sperasse addirittura, con questa mossa, di sbarrare definitivamente la via al potere a Hitler.
L'onesto e scrupoloso cancelliere, deciso fautore della democrazia, si sentiva evidentemente a disagio nell'essere obbligato a scendere a compromessi con i nazisti, intimorito dai loro eccessi e dalla loro intolleranza, e sperava che con il mutamento della situazione gli sarebbe riuscito di estrometterli dalla scena politica. Simili preoccupazioni non sfioravano la mente di Schleicher, il quale si preoccupava - con eccezionale miopia - soltanto del proprio potere. Il piano di Schleicher e Brüning non andò a buon fine: Hindenburg si oppose all'istituzione di una monarchia "costituzionale" analoga a quella inglese dopo la sua morte - era questa la condizione posta dai socialdemocratici e dai sindacati per dare il loro appoggio al progetto – e annunciò che a quelle condizioni non avrebbe appoggiato la propria rielezione.
Al principio dell'autunno egli aveva conferito con Hitler e combinato le cose perché vedesse sia il presidente che il cancelliere. Pare che Hitler all'epoca fosse ancora scosso per il suicidio della nipote e amante Geli Raubal, avvenuto appena tre settimane prima, e l'incontro con Hindenburg andò male. Quello con Brüning non andò meglio, in quanto Hitler non si mostrò disposto a dare il proprio appoggio per la riconferma di Hindenburg in carica. Schleicher all'inizio del 1932 esortò Brüning perché facesse un nuovo tentativo per portare i nazisti e i nazionalisti di Hugenberg dalla loro parte, ma vista l'inutilità dei loro sforzi – né Hitler né Hugenberg volevano scendere a patti con la Repubblica da loro tanto odiata – si rassegnarono all'inevitabile e in aprile le elezioni presidenziali si tennero regolarmente. Com'era prevedibile, Hindenburg vinse largamente, appoggiato perfino dai suoi antichi avversari, i socialisti e i sindacati operai, decisi ad opporsi con ogni mezzo a Hitler.

## L'eliminazione di Brüning dalla scena politica
Dopo questa larga vittoria, che in ultima analisi era stata la vittoria della classe conservatrice cui egli apparteneva, Schleicher venne stranamente a trovarsi in contrasto con Brüning. Il nodo della divergenza fu il modo in cui il governo avrebbe dovuto agire nei confronti delle SA, l'organizzazione paramilitare della NSDAP. Da oltre un anno il governo del Reich era venuto in possesso di prove circa un presunto putsch progettato dalle SA per impadronirsi dello stato: poco prima delle elezioni le SA al completo – che all'epoca erano 400 000 - erano stati messe in stato d'allerta. Sembra che Berlino, secondo le intenzioni di Ernst Röhm, il colpo di Stato dovesse aver luogo subito dopo l'eventuale elezione di Hitler a presidente. Il ministro della Difesa, generale Groener, e il cancelliere Heinrich Brüning, sollecitati dai governi dei vari stati federati, durante la riunione di gabinetto del 10 aprile decisero di bandire le SA mettendole fuori legge e decretandone lo scioglimento. Schleicher esitò al momento di dare la propria approvazione. Sulla natura della sua esitazione si possono fare diverse supposizioni: probabilmente a quel punto Schleicher capì che, se fosse riuscito a formare un nuovo governo con l'appoggio dei nazisti, il suo potere personale ne avrebbe beneficiato più che se si fosse contentato di far parte dell'attuale governo.
Decise perciò di indebolire la posizione del generale Groener, per il quale egli avrebbe dovuto provare un sentimento di filiale riconoscenza. Il 16 aprile persuase Hindenburg a scrivere un'aspra lettera a Groener in cui gli domandava per quale motivo la Reichsbanner, l'associazione paramilitare della socialdemocrazia, non fosse stata sciolta insieme alle SA. Infine, ispirò una maligna campagna diffamatoria contro Groener, mettendo in dubbio se egli fosse in grado di conservare la carica. Segretamente, Schleicher riprese contatto con le SA: si incontrò con Ernst Röhm e con il capo delle SA di Berlino, conte von Helldorf. Il 28 aprile s'incontrò con Hitler. Sembra che, a questo punto, Schleicher e Röhm stessero in un certo senso cospirando alle spalle di Hitler.
Pare che Röhm ricevesse da Schleicher assicurazioni che le SA sarebbero state incorporate nell'esercito e avrebbero rivestito un ruolo importante nelle operazioni di riarmo: un'idea che Hitler aveva sempre combattuto, asserendo che il solo ruolo che potesse spettare alle SA era quello di "forza politica" e non militare. La politica che Schleicher perseguì in quei giorni frenetici aveva evidentemente un duplice obiettivo: voleva incorporare le SA nell'esercito in modo da poterle controllare ed, eventualmente, servirsene, e voleva avere nel governo, sempre sotto il suo diretto e stretto controllo, Hitler, che era l'unico nazionalista a godere di un largo seguito tra le masse. In ultima analisi, Schleicher considerò Hitler e l'intero movimento nazionalsocialista come strumenti di cui servirsi per accrescere e consolidare il proprio potere personale. Con l'appoggio dell'entourage del presidente, egli perfezionò il suo piano, che prevedeva lo scioglimento del Reichstag, la revoca di tutte le proibizioni al partito nazista e alle SA, e la costituzione di un governo presidenziale, appoggiato dai nazisti, che facesse a meno del parlamento.
Poi, si sarebbe apportata una modifica alla costituzione che avrebbe accordato al nuovo governo – nel quale egli, Schleicher, avrebbe avuto un ruolo predominante - poteri assoluti. Il 10 maggio 1932 Schleicher informò personalmente il generale Groener che egli non godeva più della fiducia dell'esercito, e che quindi doveva andarsene. Groener non poté che prendere atto del tradimento del suo favorito e dimettersi il successivo 13 maggio. A questo punto non rimaneva che disfarsi di Brüning. Il 29 maggio Hindenburg, forse dietro diretta istigazione di Schleicher, convocò il cancelliere e gli chiese di dare le dimissioni. Già il 30 maggio Hitler si recò a Berlino per conferire con Hindenburg e sottoporgli il programma segreto che egli e Schleicher avevano compilato in un incontro segreto l'8 maggio: scioglimento del Reichstag, revoca della proibizione delle SA, costituzione di un gabinetto presidenziale i cui membri sarebbero stati scelti da Hindenburg. Hitler garantì il proprio sostegno al nuovo governo.

## La formazione del gabinetto von Papen
Il 1º giugno 1932 questo governo venne costituito: consigliato da Schleicher, Hindenburg nominò cancelliere Franz von Papen, uno statista di second'ordine: la scelta del presidente lasciò stupefatta la maggior parte degli addetti ai lavori. Evidentemente Schleicher aveva pensato che gli sarebbe stato facile manovrare un uomo come Papen. Lo stesso Schleicher divenne ministro della Difesa (la stessa carica che Brüning gli aveva offerto poco prima di essere silurato, e che egli aveva rifiutato). Questo governo divenne celebre come "il gabinetto dei baroni": ben cinque dei suoi membri appartenevano alla nobiltà. La prima cosa che il nuovo cancelliere fece fu tener fede alle promesse di Schleicher a Hitler: il 15 giugno 1932 fu revocato il bando alle SA. Gli uomini dei reparti d'assalto, riabilitati e liberi di scorrazzare per le vie delle città in uniforme, si diedero alle provocazioni e ci furono in tutta la Germania violenti scontri tra essi e i comunisti, che lasciarono a terra più d'un morto. Schleicher non se ne preoccupò affatto; ben presto egli e il suo protetto, Papen, approfittarono delle invocazioni dei partiti che pregavano il governo perché ristabilisse l'ordine e mettesse fine agli scontri per assestare un altro duro colpo alle istituzioni democratiche.
Il 20 luglio Papen depose d'ufficio il governo prussiano per la sua presunta "incapacità di mantenere l'ordine pubblico", nominando sé stesso commissario del Reich per la Prussia. Poco dopo, l'astuto generale dedicatosi alla politica si preoccupò di fornire al cancelliere le "prove inconfutabili" che i membri della Dieta prussiana complottassero contro il governo del Reich in combutta con i comunisti. Così fornì un pretesto a Papen per togliere di mezzo con la forza i riottosi ministri socialisti prussiani che, benché calunniati, si rifiutavano di dimettersi di propria iniziativa, e proclamare la legge marziale anche a Berlino. Queste mosse erano tutte volte alla costituzione di un governo centralizzato e autoritario quale era quello voluto da Schleicher.

## L'ascesa di Hitler
A questo punto, Schleicher dovette pensare che il suo piano era arrivato a compimento, ma nuovi gravi problemi attendevano lui e il governo che sotto la sua guida sapiente era stato appena costituito. Sciolto il Reichstag il 4 giugno, le elezioni furono fissate per il 31 luglio 1932, e videro un trionfo schiacciante della NSDAP: i nazisti si assicurarono 13 700 000 voti, raddoppiando la propria presenza al Reichstag per un totale di 230 seggi. Tutto questo indusse Hitler ad aumentare le proprie pretese nei confronti del governo. Il 5 agosto Schleicher incontrò Hitler e questi avanzò onerose pretese: chiese per sé la carica di cancelliere, e per il proprio partito un alto numero di ministeri, offrendo a Schleicher, per tutta ricompensa, di conservare la carica di ministro della Difesa, che egli già ricopriva.
Inoltre, Hitler progettava di chiedere al Reichstag l'autorizzazione a governare per un certo periodo mediante decreti. Schleicher si mostrò subito accondiscendente nei confronti del capo nazista, ma certo non intendeva consegnare il proprio governo nelle mani dei nazisti, con il rischio di essere relegato in una posizione subordinata. Perciò, tre giorni dopo egli fece sapere che, secondo la sua opinione, se Hitler fosse riuscito a ottenere il cancellierato avrebbe dovuto governare con il consenso del parlamento – senza ricorrere all'art. 48. Così Schleicher credeva di riuscire ad accontentare l'alleato nazista ponendo però un serio freno alle sue ambizioni.

## Tentativi di contenimento di Hitler
Il 13 agosto Schleicher, affiancato da Papen, incontrò nuovamente Hitler. Sostenne decisamente la causa di Papen e finì per dichiarare che il capo nazista non avrebbe dovuto aspirare ad una carica superiore a quella di vicecancelliere. Inevitabilmente, si arrivò a una rottura, e Schleicher si vide ritirare l'appoggio di Hitler e della NSDAP. La situazione gli ispirò una decisa preoccupazione. Quando gli giunsero voci circa un imminente accordo in parlamento tra i nazisti e il partito di centro, Schleicher si impensierì ancora di più perché una coalizione così formata avrebbe avuto la maggioranza assoluta al Reichstag e avrebbe potuto facilmente scalzare il suo governo. Peraltro, l'opposizione al "gabinetto dei baroni" era ben viva anche in altri partiti al parlamento.
Per prevenire il pericolo di una mozione di sfiducia al governo da lui presieduto, il cancelliere Papen dispose l'immediato scioglimento del Reichstag, e benché incontrasse difficoltà dovute all'opposizione dei parlamentari capeggiati proprio dal nazista Hermann Göring, il parlamento fu sciolto e nuove elezioni indette per il novembre successivo. A questo punto Schleicher, impensierito dall'instabilità della situazione, arrivò alla conclusione che il responsabile di tutto questo fosse Papen. La sua dichiarata avversione per Hitler rappresentava ormai un ostacolo alla formazione di un governo stabile, un diaframma che doveva essere rimosso permettendo al presidente di trattare liberamente, in prima persona con i partiti, specialmente con il più grande di essi. Probabilmente Schleicher pensò che, quando Papen non fosse più stato cancelliere, Hitler sarebbe stato disposto a fornire nuovamente il proprio appoggio. Era una supposizione del tutto infondata, ma egli ne era così convinto che sollecitò presso il presidente le dimissioni di Papen.

## La caduta del gabinetto von Papen
Papen e il suo gabinetto si dimisero il 17 novembre, e Schleicher combinò un incontro tra Hindenburg e Hitler, sperando che tra i due si arrivasse ad un accordo. Il rifiuto di Hitler di assumere il cancellierato con l'obbligo di governare di comune accordo con il Reichstag, e la sua insistente pretesa di governare con il sistema dei decreti di emergenza fecero però naufragare l'incontro. Schleicher a questo punto decise di fare il passo decisivo: impedire la rielezione – che sembrava ormai prossima – di Franz von Papen a cancelliere, e proporsi lui stesso per quella carica, in modo da rinegoziare dall'inizio gli accordi con Hitler e la NSDAP. Schleicher prese così contatto con Strasser e gli fece chiaramente intendere che, se Hitler non se la sentiva di partecipare a un gabinetto facente capo a Papen, forse avrebbe acconsentito a entrare in un gabinetto in cui lui stesso fosse cancelliere. La maggior parte dei gerarchi nazisti, cui Hitler era propenso a dare ragione, era contraria ad appoggiare il governo di Schleicher dall'esterno come ad entrarvi, ma l'intrigante generale non attese la loro risposta e decise di assumere senza consultarli la carica di cancelliere.
Il 1º dicembre 1932 Schleicher accompagnò Papen a colloquio con il presidente Hindenburg. Papen si offrì di riassumere le carica di cancelliere, di governare mediante decreti e di "mandare a casa" il Reichstag per un certo periodo di tempo, in attesa di apportare "un emendamento alla costituzione". Quel che Papen desiderava era appunto un emendamento che riportasse la Germania al tempo dell'impero, ripristinando il dominio dei militari e delle classi conservatrici, in conformità ai piani da lui a lungo intessuti di comune accordo con Schleicher. Con suo gran stupore, Schleicher fece delle obiezioni. L'astuto generale ovviamente non aveva cambiato le proprie convinzioni in nome di una democrazia in cui non credeva, ma semplicemente gli premeva prima di tutto sbarazzarsi di Papen per poter gestire personalmente la questione. Fece leva sulla riluttanza di Hindenburg a rompere il suo giuramento di fedeltà alla costituzione se ciò poteva essere evitato. Schleicher rassicurò il presidente che ciò poteva essere evitato. Disse che credeva possibile di poter formare un governo che avesse la maggioranza nel Reichstag, quando lui stesso ne fosse stato il capo. Affermò anche di poter in ogni momento staccare da Hitler, Strasser e almeno una sessantina di deputati nazisti, qualora Hitler non l'avesse sostenuto, e s'illudeva addirittura di ottenere il sostegno dei sindacati e della socialdemocrazia.
Hindenburg fu quasi nauseato dall'idea di Schleicher, benché in brevissimo tempo dovesse ricredersi, e chiese a Franz von Papen di formare subito un nuovo governo, così come gli paresse opportuno. Ma già il giorno dopo Schleicher riuscì a sferrare il colpo decisivo al suo antico amico: avendo Papen convocato d'urgenza il gabinetto, il 2 dicembre 1932, per proclamare lo stato d'emergenza e discutere l'applicazione di misure di sicurezza straordinarie contro i tumulti causati da nazisti e comunisti, Schleicher – nel suo ruolo di ministro della Difesa - lo contestò aspramente: l'esercito non possedeva a suo dire forze bastanti ad attuare un simile compito. Papen chiese l'appoggio di Hindenburg, ma il vecchio presidente, ormai stanco, si decise a lasciare carta bianca a Schleicher perché provasse a riportare l'ordine nel paese.

## L'ascesa alla Cancelleria

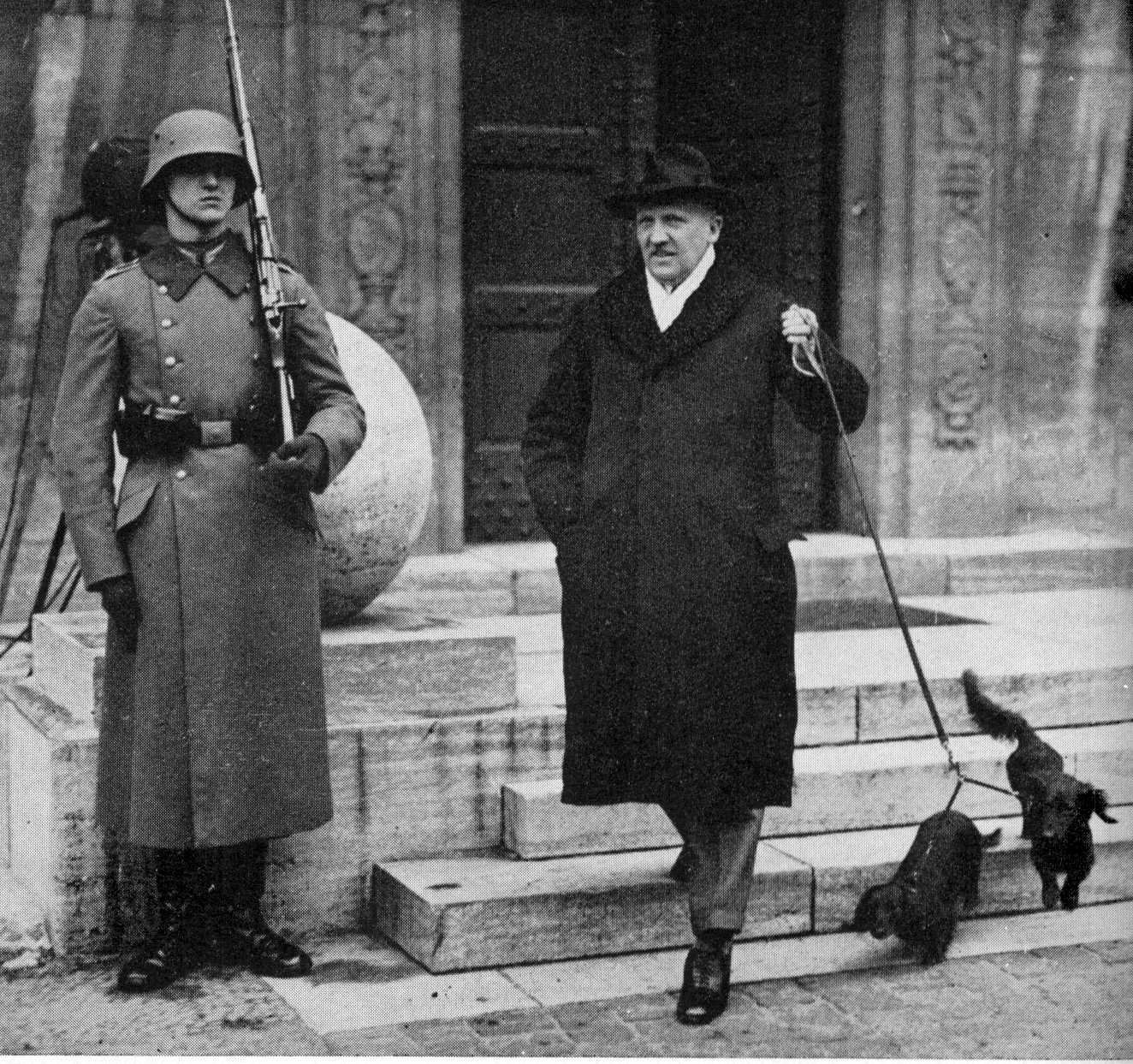
Kurt von Schleicher, insieme ai suoi due cani, esce dalla Cancelleria nel giorno delle sue dimissioni

Così il 2 dicembre 1932 Kurt von Schleicher fu nominato cancelliere: era il primo generale a occupare quel posto da quarantadue anni, da quando nel 1890 Leo von Caprivi era succeduto al cancelliere di ferro. La prima cosa che egli fece dopo avere assunto il cancellierato fu di offrire a Gregor Strasser il posto di vicecancelliere e di primo ministro della Prussia. Disperando di riuscire a guadagnare Hitler al proprio progetto, egli cercava di adescare i suoi camerati, nella speranza di isolare il capo nazista o almeno di provocare una scissione all'interno della NSDAP. Strasser era inoltre un elemento particolarmente appetibile per Schleicher: numero due del partito nazista, egli era assai più popolare di Hitler tra gli elementi dell'ala sinistra.
Inoltre, come capo dell'organizzazione del partito, Gregor Strasser era in diretto contatto con tutti i dirigenti provinciali e locali e sembrava essersi conquistato la loro fedeltà. Convinto com'era che Hitler stesse trasportando il movimento nazionalsocialista su un binario morto, poteva essere facilmente tentato da un programma che gli permettesse di rilanciare l'attività del partito su basi completamente diverse, una volta che si fosse riusciti a mettere da parte Hitler. Pare che Hitler venisse a sapere di questi contatti tra Schleicher e il suo principale luogotenente, e tra i due ci fu un'accesa lite, culminata con le dimissioni di Strasser da tutte le cariche da lui rivestite all'interno del partito.
Il 15 dicembre 1932 Schleicher fece trasmettere alla radio un lungo discorso alla nazione, in cui pregava gli ascoltatori di dimenticare che egli era un generale, che egli non sosteneva "né il capitalismo né il socialismo" e che "concetti, come quello dell'economia privata o dell'economia pianificata avevano cessato di impaurirlo". Affermò che, per rimettere economicamente in sesto il paese e trovare lavoro ai disoccupati, non vi sarebbero stati né ulteriori aumenti di tasse né riduzioni di salari; egli in effetti revocò l'ultimo taglio ai salari e ai sussidi decretata da Papen, così come abolì le quote agricole fissate da Papen a vantaggio dei proprietari terrieri. Dando una volta di più dimostrazione del proprio "trasformismo", Schleicher studiò un ambizioso progetto che non si sarebbe mai creduto che un membro della classe militare fosse in grado di concepire, il quale prevedeva di acquistare 800 000 acri delle terre degli junker dell'Est in bancarotta per ridistribuirle a 25 000 famiglie di contadini.
Prevedeva inoltre di stabilire severi controlli sui prezzi di generi di consumo essenziali, come il carbone e gli alimenti. Egli così tentava ora di assicurarsi l'appoggio delle masse che fino al giorno prima – come la maggior parte dei militari – aveva disprezzato, e alle cui rivendicazioni si era in precedenza opposto. Schleicher intrattenne lunghi colloqui con i rappresentanti dei sindacati, giungendo a teorizzare una società futura che si reggesse sui due pilastri delle organizzazioni del lavoro e dell'esercito. Ma i rappresentanti dei lavoratori, non fidandosi di un uomo nel quale non avevano fiducia, non si lasciarono irretire dalle promesse dell'astuto generale e rifiutarono la loro collaborazione.
Così Schleicher si ritrovò in una posizione difficile: non era riuscito ad ottenere l'appoggio delle classi basse e dei sindacati, e si era nel contempo inimicato le classi militari e conservatrici da cui egli stesso proveniva, secondo le quali il suo programma politico era semplicemente bolscevismo puro. Il 4 gennaio Schleicher organizzò un incontro tra Hindenburg e Gregor Strasser, fresco dimissionario dal direttivo della NSDAP e recentemente tornato dalle vacanze. Strasser si dichiarò pronto a entrare nel governo di Schleicher. Questa mossa dell'astuto generale gettò nella costernazione l'ambiente nazista, perché si pensava che se Strasser avesse assunto una carica, molti militanti sarebbero passati dalla sua parte e la posizione di Hitler ne sarebbe risultata molto indebolita. Questo era esattamente l'intento di Schleicher, che il 15 gennaio successivo, in un colloquio con l'allora ministro austriaco della Giustizia, Kurt von Schuschnigg, dichiarò che "il signor Hitler ha cessato di costituire un problema" e che "tutta la questione è risolta".
Ma Schleicher stavolta si sbagliava. Egli non era stato in grado di formarsi una maggioranza nel Reichstag, né di assicurarsi l'appoggio né dei nazionalisti e dei conservatori, né della socialdemocrazia o del Centro, né dei sindacati. La sua posizione era quantomai instabile, ed egli era in procinto di cadere. Nel frattempo, Papen aveva intrattenuto stretti rapporti con Hitler – con cui si era già incontrato il 4 gennaio – per riuscire a scalzare Schleicher e formare un governo in cui lui e Hitler fossero alla pari. Durante tutto quel tempo, egli non aveva cessato di esercitare la propria influenza su Hindenburg cercando di indurlo a revocare la propria fiducia a Schleicher. Così, quando il cancelliere si recò in visita dal presidente il 23 gennaio e, ammettendo di non esser riuscito ad assicurarsi una maggioranza stabile in parlamento, chiese lo scioglimento di esso e la concessione dei poteri d'emergenza per governare mediante decreti secondo l'art. 48, si sentì rispondere che questo non era possibile, che riprovasse una volta di più a formare una maggioranza al Reichstag che sostenesse il suo governo.

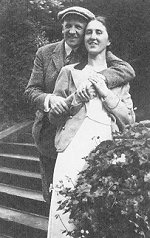
Schleicher con la moglie

Curiosamente, egli si trovava ora esattamente nella stessa situazione in cui si era trovato il suo antico alleato Papen all'inizio di dicembre: allora era stato Papen a chiedere la concessione dei pieni poteri, e Schleicher si era opposto assicurando di poter formare un governo appoggiato dai nazisti che fosse sostenuto da una maggioranza al Reichstag. Ora, era Schleicher stesso a insistere che si istituisse un governo dittatoriale, mentre Papen – da dietro le quinte – assicurava che questo passo avrebbe potuto essere evitato, in quanto lui stesso era sicuro di poter costituire un governo che avesse la maggioranza, sempre contando sull'appoggio di Hitler. Schleicher capì di essere alla fine: era stato preso nella propria stessa rete, tradito dalla sua stessa strategia e dagli uomini di cui aveva creduto di potersi servire.

## La fine
Il 28 gennaio 1933 si dimise, scomparendo dalla vita politica e ritirandosi a vita privata. Tutti si dimenticarono di lui, con la sola eccezione di Hitler e dei suoi accoliti. Al tempo della purga cruenta ricordata come la notte dei lunghi coltelli, in cui furono uccisi anche alcuni degli antichi avversari di Hitler all'interno del nazismo, Schleicher figurò tra i condannati a morte per i contatti con Ernst Röhm e Gregor Strasser. A mezzogiorno del 30 giugno 1934 un gruppo dell'SD in borghese suonò alla porta della sua villa alla periferia di Berlino e, non appena il generale si affacciò, lo uccise, sparandogli a bruciapelo. Accorse la moglie, che Schleicher aveva sposato solo diciotto mesi prima (fino ad allora era rimasto scapolo), e anche lei fu uccisa sul posto.